# オートアメリカン
『オートアメリカン』（Autoamerican）は、ブロンディが1980年に発表した5枚目のスタジオ・アルバム。先行シングルの「夢みるNo.1」と、シングルカットされた「ラプチュアー」はともにビルボード・Hot 100で1位を記録した。

## 概要
アルバム『恋のハートビート（Eat to the Beat）』（1979年）までブロンディはすべてニューヨークで録音していたが、プロデューサーのマイク・チャップマンの意向により、5枚目のアルバムはロサンゼルスで制作することとなった。メンバーは全員ロサンゼルスに長期滞在し、ユナイテッド・ウェスタン・レコーダーズでレコーディングを行った。クリス・シュタインは「朝起きるととにかく太陽がまぶしくってね。よろめきながら、古いSF映画に出てくるような巨大な月のモビールのそばを通るんだ」と回顧し、ドラムスのクレム・バークは「『オートアメリカン』は楽しかったよ。なにしろ2か月もカリフォルニアにいなくちゃいけなかったから、それに乗っかってずっといい気分で仕事ができた」と語っている。
しかしグループは、アルバムのカバーは地元のニューヨークで撮ったものでないとだめだと主張した。ブロードウェイと8丁目 / セント・マークス・プレイス（より正確にいうとマーシーストリート300）の近くの建物の屋上で撮ったメンバーの写真をもとに、マーティン・ホフマンが描いた絵がアルバム・カバーに使われた。
レコーディングに参加した主な外部ミュージシャンは以下のとおり。ワー・ワー・ワトソンが「リヴ・イット・アップ」に参加。レイ・ブラウンは「愛の面影」でベースを弾いた。ハワード・カイランとマーク・ボルマンは「憧れのサンダーバード」でボーカルで参加。トム・スコットは「ラプチュアー」と「愛の面影」でサキソフォンを吹き、「ドゥ・ザ・ダーク」でリリコンを吹いた。ジミー・ハスケルが「夢みるNo.1」など計4曲で弦楽器と管楽器の編曲を担当した。
1980年10月31日、「夢みるNo.1」が先行シングルとして発売。同作品は翌年1月に全米1位を獲得する。
同年11月26日に『オートアメリカン』は発売され、ビルボードのアルバム・チャートの7位を記録した。イギリスでは3位、カナダでは4位、オーストラリアでは8位を記録した。カセット・バージョンには、「夢みるNo.1」のB面の「スージー&ジェフリー」が収録された。
2001年の再発盤にはボーナストラックとして、シングル「Call Me」のオリジナル・ロング・バージョン、「スージー&ジェフリー」、「ラプチュアー」のスペシャル・ディスコ・ミックス・バージョンの3曲が収録された。

## 収録曲
Side 1
1. 遙かなるヨーロッパ - Europa (Chris Stein) - 3:32
2. リヴ・イット・アップ - Live It Up (Stein) - 4:10
3. 貴方の瞳に恋してる - Here's Looking at You (Debbie Harry, Stein) - 2:58
4. 夢みるNo.1 - The Tide Is High (John Holt) - 4:42
5. バルコニーのエンジェル - Angels on the Balcony (Laura Davis, Jimmy Destri) - 3:36
6. 恋はハイウェイ・ドライヴ - Go Through It (Harry, Stein) - 2:40

Side 2
1. ドゥ・ザ・ダーク - Do the Dark (Destri) - 3:53
2. ラプチュアー - Rapture (Stein, Harry) - 6:33
3. 愛の面影 - Faces (Harry) - 3:51
4. 憧れのサンダーバード - T-Birds (Nigel Harrison, Harry) - 3:58
5. ウォーク・ライク・ミー - Walk Like Me (Destri) - 3:46
6. 渚のデート・ウォーク - Follow Me (Alan Jay Lerner, Frederick Loewe) - 3:00